# 若い力 (国民体育大会歌)
若い力（わかいちから）は、国民歌の一種である。1947年（昭和22年）に石川県金沢市を中心として開催された第2回国民体育大会（石川国体）の際に「スポーツの歌」として制作された。作曲は高田信一、作詞は佐伯孝夫。
石川国体の開催に際しては、同時に国民体育大会のマークが制定されている。

## 概要
国民体育大会での入場や大会旗の掲揚、運動会・体育祭で入場行進曲として使われることもある。また全国の学校で運動会のBGMに使用されることも多い。また、2020年8月10日から17日にかけて開催された2020年甲子園高校野球交流試合の開会式でも使われた。
通常は楽曲として歌唱または演奏されるが、石川県金沢市ではこの曲に合わせた「集団演技」が存在し、70年以上にわたりスポーツ文化の伝統として受け継がれている。
この若い力の演技は、令和4年（2022年）3月に金沢市スポーツ遺産に認定された。この演技は、金沢市営陸上競技場で市内の小学6年生全てが一堂に会して行われる「金沢市立小学校連合体育大会」で披露されている。
金沢市スポーツ事業団が推進する「若い力プロジェクト」では、石川、富山、福井を中心に活躍している「ほくりくアイドル部」が「若い力」の曲に合わせて踊る動画が制作され、金沢市スポーツ事業団のYouTube公式チャンネルで公開されている。

## レコード
いずれも作曲は高田信一、作詞は佐伯孝夫。
- 「国体讃歌 / 若い力」ビクターレコード、規格品番：AE-180
  - 編曲：高田信一、演奏：ビクター・オーケストラ
  - A面は別曲の「国体讃歌」を収録。「若い力」はB面にインストゥルメンタルとして収録。初出のオリジナルSPレコードであるが、歌唱は録音されていない。
- 「若い力」キングレコード、規格品番：C255
  - 歌：長門美保、秋元清一、キング・ヴォーカル・アンサンブル、演奏：キング管弦楽団
  - 同曲の歌唱入りレコードとしては最古に属するSPレコード。
- 「若い力」キングレコード、規格品番：ES (H) - 56 (SF5393)
  - 編曲：藤家虹二、歌：友竹正則・真理ヨシコ
  - B面は「若い力」のインストゥルメンタル（行進曲）（編曲：藤家虹二、演奏：キング・オーケストラ）ES（H）- 56（SF5394）で1971年の再録盤である。[要説明]

## カバー
- デスマーチ艦隊の3枚目のアルバム『空にはとどろ。号砲の。』に収録されている。